# Mastophorus muris
Espèce
Mastophorus muris est un nématode parasite du genre Mastophorus. Il infecte des animaux comme le Rat du riz (Oryzomys palustris), Sigmodon hispidus et le Campagnol chanteur (Microtus miurus). Ce parasite infeste les carnivores lorsque ceux-ci mangent les rongeurs. C'est par exemple le cas du Guigna (Leopardus guigna).